# Alphabetische Liste der Asteroiden/Z
| Alphabetische Liste der Asteroiden – Z |                 |
| Nummer und Name                        | Gruppe / Typ    |
| (10566) Zabadak                        | Hauptgürtel     |
| (23675) Zabinski                       | Hauptgürtel     |
| (175017) Záboří                        | Hauptgürtel     |
| (60150) Zacharias                      | Hauptgürtel     |
| (144769) Zachariassen                  | Hauptgürtel     |
| (18671) Zacharyrice                    | Hauptgürtel     |
| (121237) Zachdolch                     | Hauptgürtel     |
| (999) Zachia                           | Hauptgürtel     |
| (22481) Zachlynn                       | Hauptgürtel     |
| (19585) Zachopkins                     | Hauptgürtel     |
| (12468) Zachotín                       | Hauptgürtel     |
| (18823) Zachozer                       | Hauptgürtel     |
| (18806) Zachpenn                       | Hauptgürtel     |
| (19421) Zachulett                      | Hauptgürtel     |
| (28917) Zacollins                      | Hauptgürtel     |
| (5043) Zadornov                        | Hauptgürtel     |
| (4617) Zadunaisky                      | Hauptgürtel     |
| (18601) Zafar                          | Hauptgürtel     |
| (6746) Zagar                           | Hauptgürtel     |
| (187700) Zagreb                        | Hauptgürtel     |
| (26629) Zahller                        | Hauptgürtel     |
| (256537) Zahn                          | Hauptgürtel     |
| (7860) Zahnle                          | Hauptgürtel     |
| (11408) Zahradník                      | Hauptgürtel     |
| (25124) Zahramaarouf                   | Hauptgürtel     |
| (421) Zähringia                        | Hauptgürtel     |
| (10626) Zajíc                          | Hauptgürtel     |
| (32294) Zajonc                         | Hauptgürtel     |
| (6075) Zajtsev                         | Hauptgürtel     |
| (174364) Zakamska                      | Hauptgürtel     |
| (4244) Zakharchenko                    | Hauptgürtel     |
| (5453) Zakharchenya                    | Hauptgürtel     |
| (210147) Zalgiris                      | Hauptgürtel     |
| (1242) Zambesia                        | Hauptgürtel     |
| (117993) Zambujal                      | Hauptgürtel     |
| (1462) Zamenhof                        | Hauptgürtel     |
| (30249) Zamora                         | Hauptgürtel     |
| (5047) Zanda                           | Hauptgürtel     |
| (21991) Zane                           | Hauptgürtel     |
| (21301) Zanin                          | Hauptgürtel     |
| (8215) Zanonato                        | Hauptgürtel     |
| (14568) Zanotta                        | Hauptgürtel     |
| (2945) Zanstra                         | Hauptgürtel     |
| (80135) Zanzanini                      | Hauptgürtel     |
| (5751) Zao                             | Amor-Typ        |
| (69496) Zaoryuzan                      | Hauptgürtel     |
| (6578) Zapesotskij                     | Hauptgürtel     |
| (266646) Zaphod                        | Hauptgürtel     |
| (16745) Zappa                          | Hauptgürtel     |
| (3834) Zappafrank                      | Hauptgürtel     |
| (2813) Zappalà                         | Hauptgürtel     |
| (257515) Zapperudi                     | Hauptgürtel     |
| (18938) Zarabeth                       | Hauptgürtel     |
| (2189) Zaragoza                        | Hauptgürtel     |
| (30081) Zarinrahman                    | Hauptgürtel     |
| (17920) Zarnecki                       | Hauptgürtel     |
| (26466) Zarrin                         | Hauptgürtel     |
| (10223) Zashikiwarashi                 | Hauptgürtel     |
| (5910) Zátopek                         | Hauptgürtel     |
| (14877) Zauberflöte                    | Hauptgürtel     |
| (7440) Závist                          | Hauptgürtel     |
| (9150) Zavolokin                       | Hauptgürtel     |
| (28642) Zbarsky                        | Hauptgürtel     |
| (203823) Zdanavičius                   | Hauptgürtel     |
| (25354) Zdasiuk                        | Hauptgürtel     |
| (3827) Zdeněkhorský                    | Hauptgürtel     |
| (34753) Zdeněkmatyáš                   | Hauptgürtel     |
| (20364) Zdeněkmiler                    | Hauptgürtel     |
| (58440) Zdeněkstuchlík                 | Hauptgürtel     |
| (3364) Zdenka                          | Hauptgürtel     |
| (18676) Zdeňkaplavcová                 | Hauptgürtel     |
| (29477) Zdíkšíma                       | Hauptgürtel     |
| (5275) Zdislava                        | Marsbahnkreuzer |
| (246164) Zdvyzhensk                    | Hauptgürtel     |
| (392728) Zdzislawlaczny                | Hauptgürtel     |
| (2623) Zech                            | Hauptgürtel     |
| (1336) Zeelandia                       | Hauptgürtel     |
| (29212) Zeeman                         | Hauptgürtel     |
| (20616) Zeeshansayed                   | Hauptgürtel     |
| (29984) Zefferer                       | Hauptgürtel     |
| (16039) Zeglin                         | Hauptgürtel     |
| (5267) Zegmott                         | Hauptgürtel     |
| (208425) Zehavi                        | Hauptgürtel     |
| (53253) Zeiler                         | Hauptgürtel     |
| (48681) Zeilinger                      | Hauptgürtel     |
| (851) Zeissia                          | Hauptgürtel     |
| (27931) Zeitlin-Trinkle                | Hauptgürtel     |
| (11438) Zeldovich                      | Hauptgürtel     |
| (9711) Želetava                        | Hauptgürtel     |
| (9224) Železný                         | Hauptgürtel     |
| (169) Zelia                            | Hauptgürtel     |
| (633) Zelima                           | Hauptgürtel     |
| (654) Zelinda                          | Hauptgürtel     |
| (3042) Zelinsky                        | Hauptgürtel     |
| (12584) Zeljkoandreic                  | Hauptgürtel     |
| (17801) Zelkowitz                      | Hauptgürtel     |
| (2411) Zellner                         | Hauptgürtel     |
| (24754) Zellyfry                       | Hauptgürtel     |
| (15808) Zelter                         | Hauptgürtel     |
| (31859) Zemaitis                       | Hauptgürtel     |
| (10834) Zembsch-Schreve                | Hauptgürtel     |
| (5219) Zemka                           | Hauptgürtel     |
| (25094) Zemtsov                        | Hauptgürtel     |
| (7538) Zenbei                          | Hauptgürtel     |
| (21398) Zengguoshou                    | Hauptgürtel     |
| (375043) Zengweizhou                   | Hauptgürtel     |
| (22567) Zenisek                        | Hauptgürtel     |
| (38268) Zenkert                        | Hauptgürtel     |
| (840) Zenobia                          | Hauptgürtel     |
| (58709) Zenocolò                       | Hauptgürtel     |
| (6186) Zenon                           | Hauptgürtel     |
| (12923) Zephyr                         | Apollo-Typ      |
| (693) Zerbinetta                       | Hauptgürtel     |
| (121232) Zerin                         | Hauptgürtel     |
| (531) Zerlina                          | Hauptgürtel     |
| (14990) Zermelo                        | Hauptgürtel     |
| (11779) Zernike                        | Hauptgürtel     |
| (4321) Zero                            | Hauptgürtel     |
| (5731) Zeus                            | Apollo-Typ      |
| (438) Zeuxo                            | Hauptgürtel     |
| (29659) Zeyuliu                        | Hauptgürtel     |
| (4311) Zguridi                         | Hauptgürtel     |
| (25100) Zhaiweichao                    | Hauptgürtel     |
| (19282) Zhangcunhao                    | Hauptgürtel     |
| (8311) Zhangdaning                     | Hauptgürtel     |
| (3028) Zhangguoxi                      | Hauptgürtel     |
| (1802) Zhang Heng                      | Hauptgürtel     |
| (79418) Zhangjiajie                    | Hauptgürtel     |
| (210232) Zhangjinqiu                   | Hauptgürtel     |
| (32313) Zhangmichael                   | Hauptgürtel     |
| (25584) Zhangnelson                    | Hauptgürtel     |
| (20831) Zhangyi                        | Hauptgürtel     |
| (30336) Zhangyizhen                    | Hauptgürtel     |
| (21825) Zhangyizhong                   | Hauptgürtel     |
| (7811) Zhaojiuzhang                    | Hauptgürtel     |
| (25102) Zhaoye                         | Hauptgürtel     |
| (8412) Zhaozhongxian                   | Hauptgürtel     |
| (34326) Zhaurova                       | Hauptgürtel     |
| (2631) Zhejiang                        | Hauptgürtel     |
| (236743) Zhejiangdaxue                 | Hauptgürtel     |
| (32093) Zhengyan                       | Hauptgürtel     |
| (12935) Zhengzhemin                    | Hauptgürtel     |
| (12421) Zhenya                         | Hauptgürtel     |
| (5930) Zhiganov                        | Hauptgürtel     |
| (14346) Zhilyaev                       | Hauptgürtel     |
| (241113) Zhongda                       | Hauptgürtel     |
| (3789) Zhongguo                        | Hauptgürtel     |
| (19298) Zhongkeda                      | Hauptgürtel     |
| (7800) Zhongkeyuan                     | Hauptgürtel     |
| (237187) Zhonglihe                     | Hauptgürtel     |
| (1734) Zhongolovich                    | Hauptgürtel     |
| (21725) Zhongyuechen                   | Hauptgürtel     |
| (3462) Zhouguangzhao                   | Hauptgürtel     |
| (4925) Zhoushan                        | Hauptgürtel     |
| (120730) Zhouyouyuan                   | Hauptgürtel     |
| (195657) Zhuangqining                  | Hauptgürtel     |
| (10388) Zhuguangya                     | Hauptgürtel     |
| (2903) Zhuhai                          | Hauptgürtel     |
| (2132) Zhukov                          | Hauptgürtel     |
| (26087) Zhuravleva                     | Hauptgürtel     |
| (21731) Zhuruochen                     | Hauptgürtel     |
| (20689) Zhuyuanchen                    | Hauptgürtel     |
| (21728) Zhuzhirui                      | Hauptgürtel     |
| (5931) Zhvanetskij                     | Hauptgürtel     |
| (117240) Zhytomyr                      | Hauptgürtel     |
| (13351) Zibeline                       | Hauptgürtel     |
| (174365) Zibetti                       | Hauptgürtel     |
| (7817) Zibiturtle                      | Hauptgürtel     |
| (3951) Zichichi                        | Hauptgürtel     |
| (58578) Žídek                          | Hauptgürtel     |
| (24959) Zielenbach                     | Hauptgürtel     |
| (7909) Ziffer                          | Hauptgürtel     |
| (22490) Zigamiyama                     | Hauptgürtel     |
| (230648) Zikmund                       | Hauptgürtel     |
| (72596) Zilkha                         | Hauptgürtel     |
| (15724) Zille                          | Hauptgürtel     |
| (315493) Zimin                         | Hauptgürtel     |
| (23003) Ziminski                       | Hauptgürtel     |
| (3064) Zimmer                          | Hauptgürtel     |
| (3100) Zimmerman                       | Hauptgürtel     |
| (1775) Zimmerwald                      | Hauptgürtel     |
| (26302) Zimolzak                       | Hauptgürtel     |
| (16742) Zink                           | Hauptgürtel     |
| (4615) Zinner                          | Hauptgürtel     |
| (11485) Zinzendorf                     | Hauptgürtel     |
| (145075) Zipernowsky                   | Hauptgürtel     |
| (7565) Zipfel                          | Hauptgürtel     |
| (8425) Zirankexuejijin                 | Hauptgürtel     |
| (6949) Zissell                         | Hauptgürtel     |
| (689) Zita                             | Hauptgürtel     |
| (17410) Zitarrosa                      | Hauptgürtel     |
| (26946) Ziziyu                         | Hauptgürtel     |
| (48070) Zizza                          | Hauptgürtel     |
| (4408) Zlatá Koruna                    | Hauptgürtel     |
| (40763) Zloch                          | Hauptgürtel     |
| (11481) Znannya                        | Hauptgürtel     |
| (15390) Znojil                         | Hauptgürtel     |
| (7572) Znokai                          | Hauptgürtel     |
| (18661) Zoccoli                        | Hauptgürtel     |
| (6030) Zolensky                        | Hauptgürtel     |
| (32855) Zollitsch                      | Hauptgürtel     |
| (486170) Zolnowska                     | Hauptgürtel     |
| (384815) Zolnowski                     | Hauptgürtel     |
| (8142) Zolotov                         | Hauptgürtel     |
| (130127) Zoltanfarkas                  | Hauptgürtel     |
| (18292) Zoltowski                      | Hauptgürtel     |
| (1468) Zomba                           | Marsbahnkreuzer |
| (335799) Zonglu                        | Hauptgürtel     |
| (14267) Zook                           | Hauptgürtel     |
| (4907) Zoser                           | Hauptgürtel     |
| (5759) Zoshchenko                      | Hauptgürtel     |
| (486239) Zosiakaczmarek                | Hauptgürtel     |
| (325812) Zouchenglu                    | Hauptgürtel     |
| (1793) Zoya                            | Hauptgürtel     |
| (7003) Zoyamironova                    | Hauptgürtel     |
| (19835) Zreda                          | Hauptgürtel     |
| (7701) Zrzavý                          | Hauptgürtel     |
| (166614) Zsazsa                        | Hauptgürtel     |
| (84995) Zselic                         | Hauptgürtel     |
| (161092) Zsigmond                      | Hauptgürtel     |
| (23571) Zuaboni                        | Hauptgürtel     |
| (865) Zubaida                          | Hauptgürtel     |
| (6635) Zuber                           | Hauptgürtel     |
| (6232) Zubitskia                       | Hauptgürtel     |
| (10022) Zubov                          | Hauptgürtel     |
| (121594) Zubritsky                     | Hauptgürtel     |
| (49187) Zucchini                       | Hauptgürtel     |
| (1888) Zu Chong-Zhi                    | Hauptgürtel     |
| (174466) Zucker                        | Hauptgürtel     |
| (8058) Zuckmayer                       | Hauptgürtel     |
| (10452) Zuev                           | Hauptgürtel     |
| (293809) Zugspitze                     | Hauptgürtel     |
| (1922) Zulu                            | Hauptgürtel     |
| (29994) Zuoyu                          | Hauptgürtel     |
| (12321) Zurakowski                     | Hauptgürtel     |
| (145562) Zurbriggen                    | Hauptgürtel     |
| (475802) Zurek                         | Hauptgürtel     |
| (13025) Zürich                         | Hauptgürtel     |
| (31134) Zurria                         | Hauptgürtel     |
| (2323) Zverev                          | Hauptgürtel     |
| (1700) Zvezdara                        | Hauptgürtel     |
| (6465) Zvezdotchet                     | Hauptgürtel     |
| (12406) Zvíkov                         | Hauptgürtel     |
| (175636) Zvyagel                       | Hauptgürtel     |
| (9691) Zwaan                           | Hauptgürtel     |
| (28695) Zwanzig                        | Hauptgürtel     |
| (20529) Zwerling                       | Hauptgürtel     |
| (785) Zwetana                          | Hauptgürtel     |
| (1803) Zwicky                          | Hauptgürtel     |
| (6213) Zwiers                          | Hauptgürtel     |
| (9663) Zwin                            | Hauptgürtel     |
| (7908) Zwingli                         | Hauptgürtel     |
| (4879) Zykina                          | Hauptgürtel     |
| (2098) Zyskin                          | Hauptgürtel     |
| (22521) ZZ Top                         | Hauptgürtel     |